# Холланд, Алиенора, графиня Марч
Алиенора Холланд (англ. Alianore Holland; ок. 1373 — 6, 18 или 23 октября 1405) — английская аристократка, дочь Томаса Холланда, 2-го графа Кент, и Элис Фицалан, жена Роджера Мортимера, 4-го графа Марч.

## Биография
Алиенора родилась около 1373 года. Она была старшей дочерью Томаса Холланда, который был сыном Джоанны Кентской, матери короля Англии Ричарда II. Соответственно Алиенора приходилась Ричарду II племянницей и принадлежала к высшей английской аристократии.
В качестве мужа Алиеноре выбрали Роджера Мортимера, 4-го графа Марча — одного из богатейших аристократов в Англии, обладавший обширными владениями в Уэльсе и Валлийской марке. Роджер рано остался сиротой и был ближайшим наследником Ричарда II. За право на опеку над ним и управление его владений в 1382—1384 году разгорелась борьба между аристократами. В итоге под давлением Джоанны Кентской опекуном Роджера стал Томас Холланд, отец Алиеноры, в то время как владениями малолетнего графа управляла группа английских аристократов, во главе которых стояли графы Арундел, Нортумберленд, Уорик и Джон, лорда Невилл. Томас Холланд, чтобы привязать наследника к себе, женил его на своей дочери. Брак был заключён около 7 октября 1388 года.
В 1398 году Роджер Мортимер погиб в Ирландии. Алиенора осталась с четырьмя малолетними детьми. Все владения Мортимеров оказались под опекой короля Ричарда. Но в октябре 1399 года он был свергнут с престола Генрихом Болингброком, который был коронован под именем Генриха IV. Сыновья Алиеноры, Эдмунд и Роджер, имели большие права на престол, чем Генрих IV — они были потомками Лайонела, герцога Кларенса, третьего сына короля Эдуарда III, в то время как сам Генрих IV был сыном Джона Гонта, четвёртого сына Эдуарда III. Поэтому новый король поместил потенциальных конкурентов под строгий надзор — они содержались в Виндзорском замке. Дочерям же было разрешено остаться с матерью.
После 19 июня 1399 года Алиенора вышла замуж вторично — за Эдварда Черлтона, который в 1401 году унаследовал титулы барона Черлтона и лорда Поуиса. В этом браке родилось 2 дочери.
Алиенора умерла 6, 18 или 23 октября 1405 года во время родов.

## Семья
1-й муж: с ок. 7 октября 1388 Роджер Мортимер (11 апреля 1374 — 20 июля 1398), 4-й граф Марч, 7-й граф Ольстер, 6-й барон Мортимер из Вигмора, 5-й барон Женевиль, 14-й лорд Клер с 1381, наместник Ирландии в 1382—1383, 1392—1398. Дети:
- Анна Мортимер (27 декабря 1388 — сентябрь 1411); муж: с ок. мая 1406 (папское разрешение 10 июня 1408) Ричард Конисбург (ок. сентября 1375 — 5 августа 1415), 3-й граф Кембридж с 1414. Их потомки унаследовали владения и титулы дома Мортимеров и их преимущественные права на английский престол.
- Эдмунд Мортимер (6 ноября 1391 — 18 января 1425), 5-й граф Марч, 8-й граф Ольстер, 7-й барон Мортимер из Вигмора, 6-й барон Женевиль, 14-й барон Клер с 1398
- Роджер Мортимер (24 марта 1393 — ок. 1409)
- Элеанор Мортимер (ок. 1395 — после января 1414); муж: с 1409/1410 сэр Эдвард де Куртене (ок. 1388 — август 1418), лорд Куртене, адмирал с 1418

2-й муж: после 19 июня 1399 Эдвард Черлтон (ок. 1371 — 14 марта 1421), 5-й барон Черлтон и лорд Поуис с 1401. Дети:
- Джоан Черлтон (ок. 1400 — 17 сентября 1425); муж: сэр Джон Грей (после 1384 — 22 марта 1421), 1-й граф Танкервиль с 1419
- Джойс Черлтон (ок. 1403 — 22 сентября 1446); муж: после 28 февраля 1422 Джон Типтофт (ок. 1400 — 27 января 1443), 1-й барон Типтофт с 1426